# Камерон, Ричард
Ри́чард Ка́мерон (англ. Richard Cameron, 1648? — 22 июля 1680 года) — лидер группы пресвитериан, сопротивлявшихся попыткам монархов династии Стюарт контролировать дела Церкви Шотландии, действуя через епископов. Его последователи получили название «камеронианцы», позже в конечном итоге сформировав шотландский полк под тем же именем (полк был расформирован в 1968 году).

## Биография
Ричард Камерон родился в Фолкленде (ныне область Файф), и первоначально был учителем в церковно-приходской школе, а затем стал проповедником-ковенантером. Когда Карл II потребовал, чтобы все проповедники признали королевское управление церковью (англиканство), Камерон покинул Шотландию и в течение нескольких лет находился в Нидерландах.
В 1679 году Камерон стал священнослужителем церкви Шотландии, церемония проводилась в Скотс-Кирке (Роттердам, Нидерланды). Весной 1680 года он вернулся в Шотландию и опять навлёк на себя преследование правительства. Вскоре после поражения ковенантеров при Босвелльском мосту он был убит в схватке при Аирс-Моссе, смело сражаясь во главе небольшого отряда, который ему удалось собрать и который составил ядро известного полка британской армии, носившего впоследствии его имя.